# 傑瑞米·桑普特
傑瑞米·桑普特（Jeremy Robert Myron Sumpter，1989年2月5日—）是美國的一位演員。他曾在2003年出演電影小飛俠，也出演過CSI邁阿密等電視劇。

## 外部連結
- Official website （页面存档备份，存于）
- 傑瑞米·桑普特在互联网电影资料库（IMDb）上的資料（英文）